# Silova
Silova je naselje u slovenskoj Općini Velenju. Silova se nalazi u pokrajini Štajerskoj i statističkoj regiji Savinjskoj. 

## Stanovništvo
Prema popisu stanovništva iz 2002. godine naselje je imalo 172 stanovnika.